# Reig Patrimonia
Reig Patrimonia és un grup empresarial del Principat d'Andorra vinculat a la família Reig present en quatre sectors, el tabaquer, financer, immobiliari i hoteler. El grup té participacions d'Andorra Banc Agrícol Reig, entre altres empreses.
A través de la Fundació Julià Reig es va crear el Museu del Tabac, museïtzant Tabacs Reig l'origen del grup.